# Inondation de 1872 en Bohême

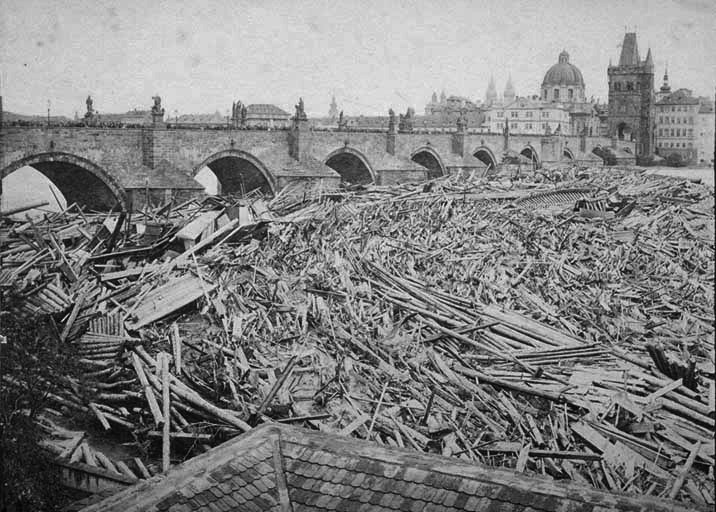
Embâcle au pont Charles à Prague (photo de František Fridrich)

L'inondation de 1872 en Bohême, qui a frappé la Bohême occidentale et centrale les 25 et 26 mai 1872, a été l'une des catastrophes naturelles les plus dévastatrices et les plus documentées sur les terres tchèques, atteignant le chiffre de mille ans d'eau sur la Berounka. 
Un complexe orageux s'est formé dans la zone des bassins fluviaux de la Blšanka et de Střela, qui a provoqué des pluies torrentielles très intenses dans l'après-midi du 25 mai, avec un record de 237 mm tombant en une heure et demie à Mladotice. A Beroun, le débit de la Berounka atteint le chiffre jusqu'ici inégalé de  2500 mètres cubes par seconde, la Vltava à Prague a culminé avec un débit de 3300 m³ / s. Comme la principale vague d'inondation est arrivée la nuit, il y a eu des pertes de vies considérables: 337 personnes  officiellement ont été emportées. Holedeč (43 personnes)  et Nebřeziny (40 personnes) ont été les plus touchées. Un grand nombre d'animaux domestiques sont également morts, des milliers de personnes ont perdu leur maison, les barrages de cinq étangs ont été déchirés à Blšanka, un grand glissement de terrain a causé l'obstruction du ruisseau Mladotický et créé le lac Odlezelské . 